# ネヴィンズ・ストリート駅
ネヴィンズ・ストリート駅（英語: Nevins Street）はニューヨーク市地下鉄IRTイースタン・パークウェイ線の駅である。ブルックリン区ダウンタウンのフラットブッシュ・アベニューとフルトン・ストリート、ネヴィンズ・ストリートの交差点に位置し、2系統と4系統が終日、3系統が深夜を除く終日、5系統が平日のみ停車する。

## 駅構造
| G  | 地上階                                             | 出入口 |
| B1 | 改札階                                             | 改札口、駅員詰所、メトロカード自動券売機 |
| B2 | 北行緩行線                                         | ← ウェイクフィールド-241丁目駅行き（ホイト・ストリート駅） ← ハーレム-148丁目駅行き（ホイト・ストリート駅） |
| B2 | 島式ホーム、到着番線に応じた側の扉が開く           | |
| B2 | 北行急行線                                         | ← ウッドローン駅行き（ボロー・ホール駅） ← 平日：イーストチェスター-ダイアー・アベニュー駅行き（ボロー・ホール駅） ← ラッシュ時：ネレイド・アベニュー駅行き（ボロー・ホール駅） |
| B2 | 壁                                                 | |
| B2 | 南行急行線                                         | → クラウン・ハイツ-ユーティカ・アベニュー駅行き（アトランティック・アベニュー-バークレイズ・センター駅）→ ラッシュ時・深夜帯：ニューロッツ・アベニュー駅行き（アトランティック・アベニュー-バークレイズ・センター駅）→ 平日：フラットブッシュ・アベニュー-ブルックリン・カレッジ駅行き（アトランティック・アベニュー-バークレイズ・センター駅）→ ラッシュ時：クラウン・ハイツ-ユーティカ・アベニュー駅行き（アトランティック・アベニュー-バークレイズ・センター駅）→ |
| B2 | 島式ホーム、到着番線に応じた側の扉が開く           | |
| B2 | 南行緩行線                                         | → フラットブッシュ-アベニュー-ブルックリン・カレッジ駅行き（アトランティック・アベニュー-バークレイズ・センター駅）→ 朝ラッシュ：ニューロッツ・アベニュー駅行き（アトランティック・アベニュー-バークレイズ・センター駅）→ ニューロッツ・アベニュー駅行き（アトランティック・アベニュー-バークレイズ・センター駅）→ |
| B3 | 単式ホーム、ホーム間連絡通路に転用（列車入線なし） | 単式ホーム、ホーム間連絡通路に転用（列車入線なし） |
| B3 | 路盤                                               | → 列車の入線なし |

駅は1908年5月1日のイースタン・パークウェイ線ボロー・ホール駅 - アトランティック・アベニュー-バークレイズ・センター駅の開業と共に開業した。島式ホーム2面と緩行線2線・急行線2線を有した2面4線の地下駅で、かつては南北急行線間に5本目の線路も走っていたが1956年に撤去されている。これ元々当駅が相対式ホーム2面と緩行線2線・急行線1線の2面3線の急行通過駅として計画されていた名残で、その後急行線を南北で分けた2線とすることと当駅を急行停車駅とすることが決まったため、元々南北緩行線として建設していた線路を南北急行線とし、その外側に南北緩行線を敷設し相対式ホームを島式ホームと改めた。改札口はホーム上の改札階にあり南北ホームで独立しているが、南北ホーム間はホーム下にある使用されていない単式ホームを経由し行き来することができる。この単式ホームは南行ホームの下にあり、南行緩行線の下にあたるホーム西側には使われていない線路が敷設されている。
駅には1997年にアントン・フォン・ダーレンにより製作されたアートワーク『Work & Nature』が飾られている。これは改札階に飾られている14インチ×83フィートの大きさのモザイクアートで、ミシンを使う女性や子供の世話をする母親、木を植える男性、設計図を読む建築家、会議に出席する女性役員、有名なミュージシャンであるファリー・ルイスなどが描かれている。これらの人物は、製作者であるアントン・フォン・ダーレンによると「すべての作品を取り巻く誇り、尊厳、そして美しさ (pride, dignity, and beauty surrounding all work)」を象徴しているという。
1981年にMTAは、地下鉄内で最も老朽化した69駅の中に当駅をあげている。

### 出口
前述の通り、単式ホームを転用したホーム間連絡通路によってすべての出口が両ホームに接続している。
- 階段2つ、フラットブッシュ・アベニューとフルトン・ストリート、ネヴィンズ・ストリートの交差点南西。南行ホーム側改札口接続[4]。
- 階段2つ、フラットブッシュ・アベニューとフルトン・ストリート、ネヴィンズ・ストリートの交差点北西。北行ホーム側改札口接続[4]。

## ギャラリー

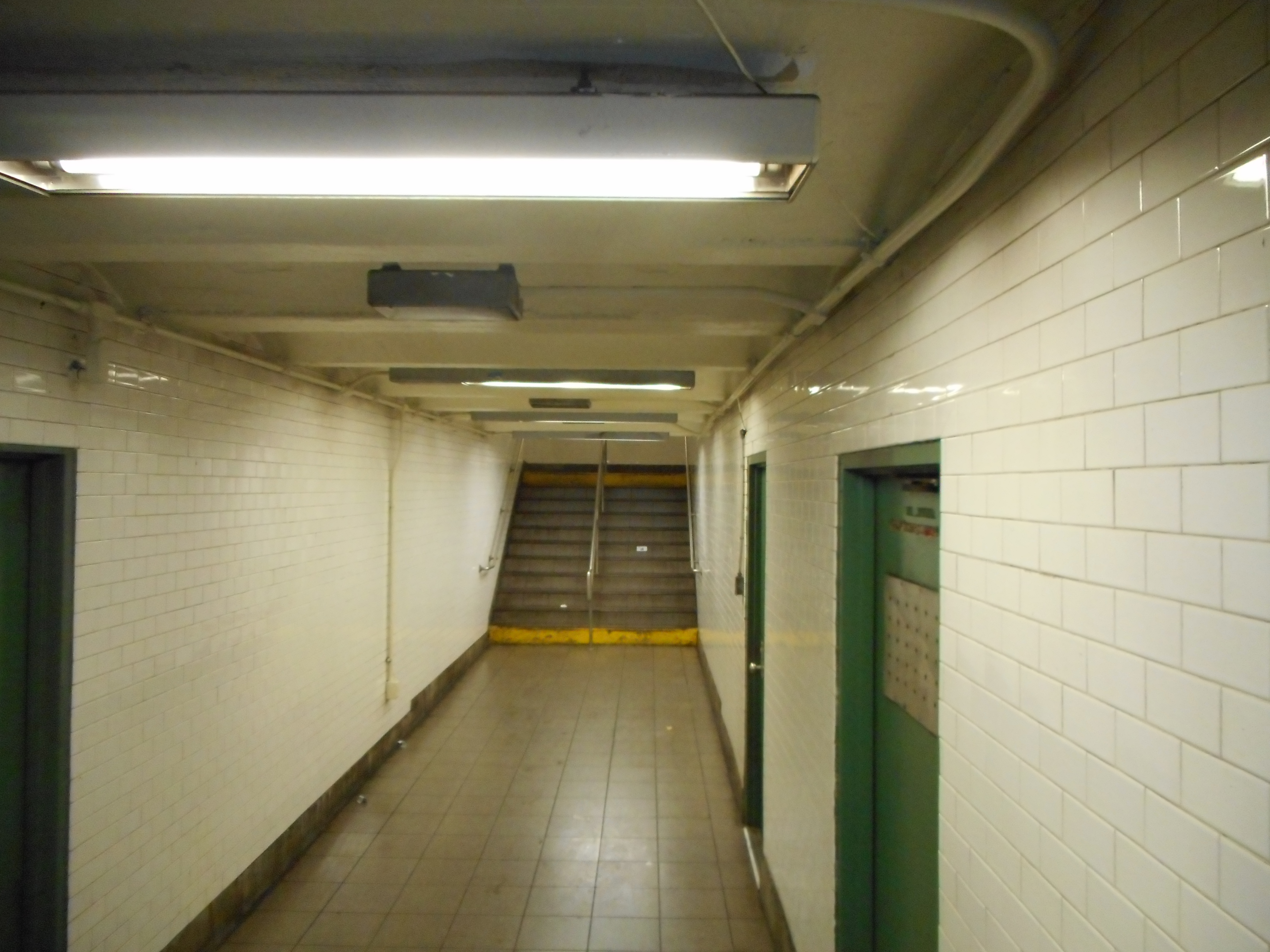
下層ホームを転用したホーム間連絡通路
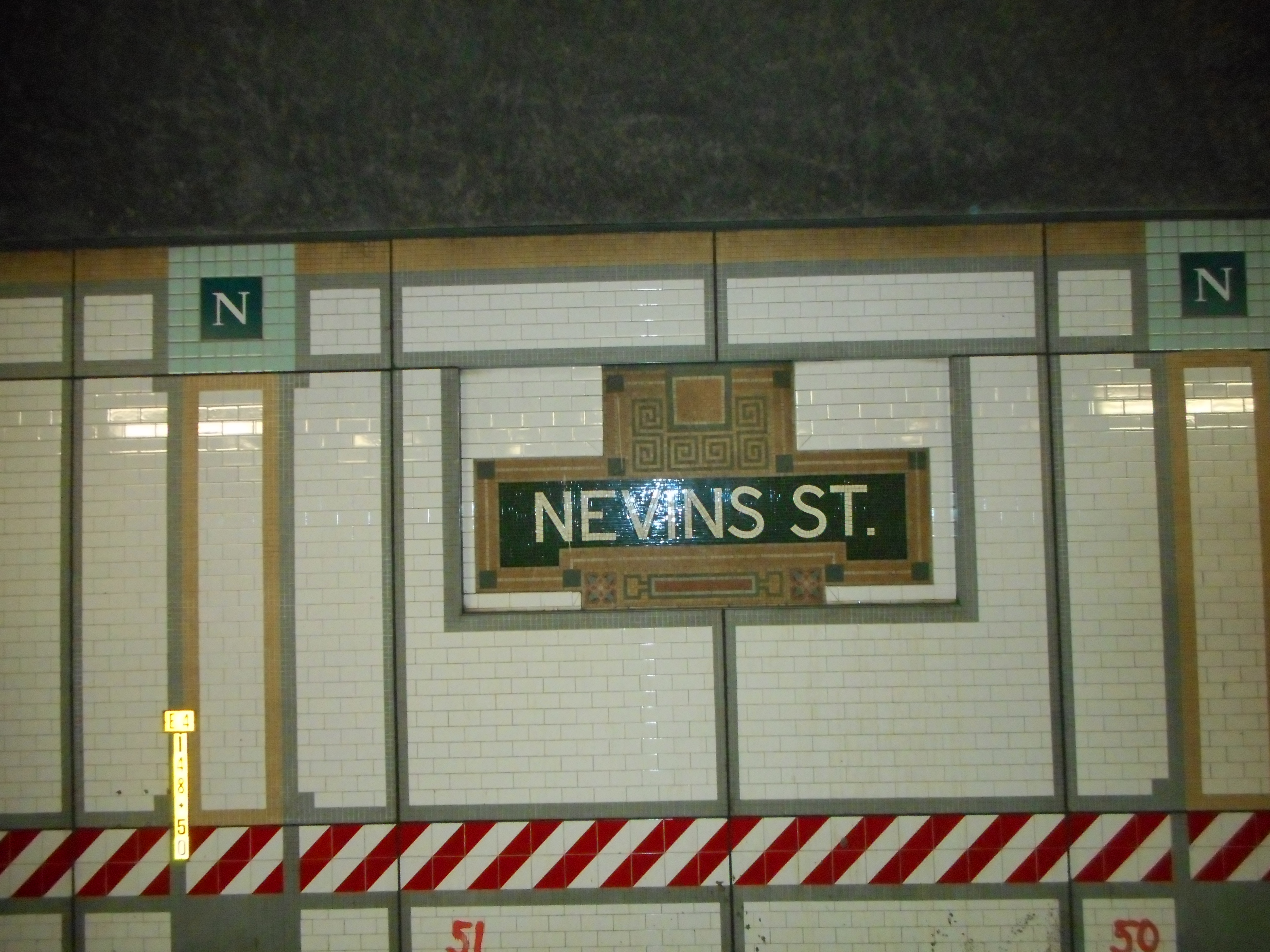
モザイクを用いた駅名標
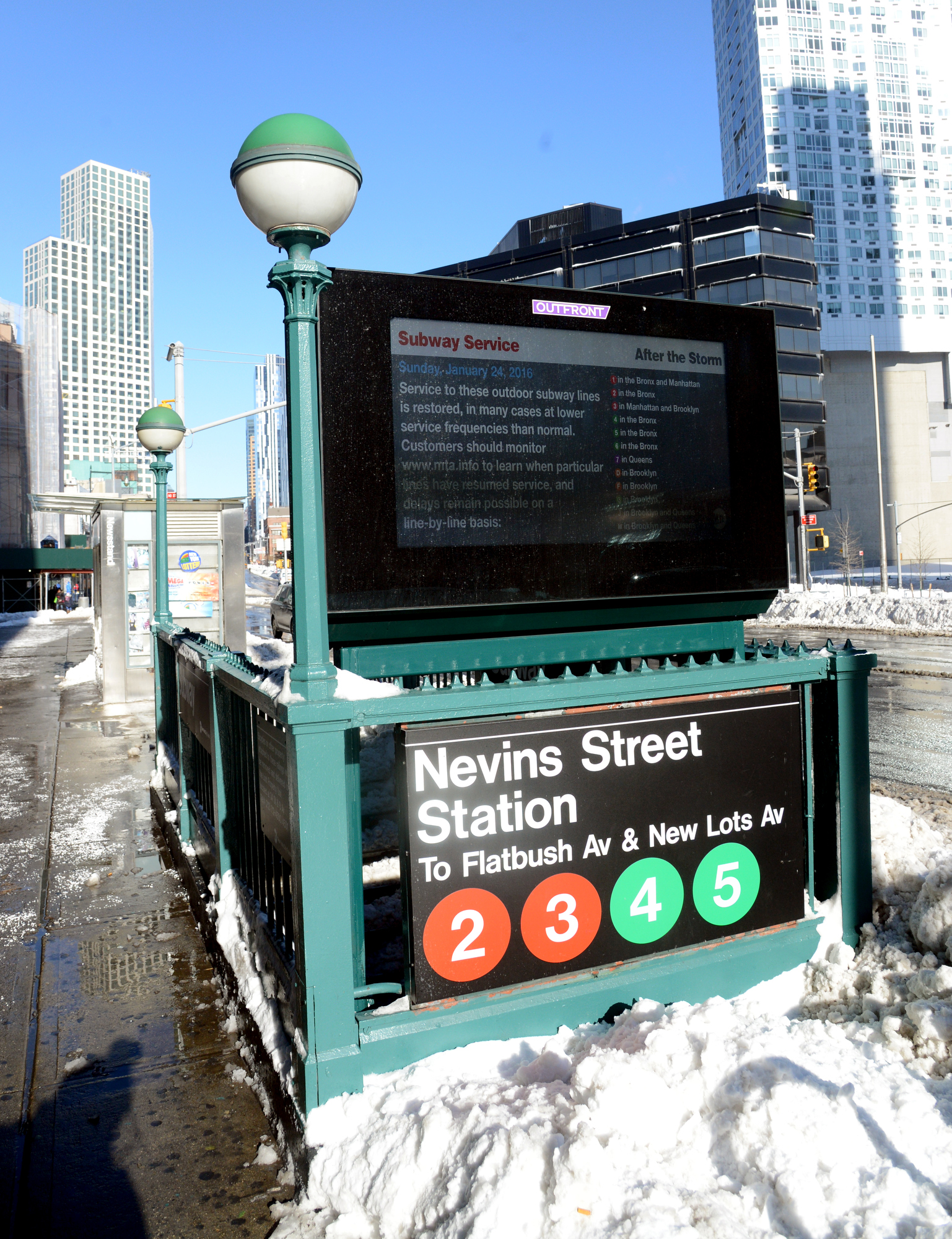
入口階段